# Sandsturm (Film)
Sandsturm (Originaltitel: Sufat Chol; englischer Festivaltitel: Sandstorm) ist ein israelischer Spielfilm aus dem Jahr 2016. Es handelt sich um den Debütfilm der Regisseurin Elite Zexer, die zudem auch das Drehbuch verfasst hat. Der Film erzählt vom Leben der Frauen in den Beduinenstämmen in der Negev, die sich dem patriarchalen Gesellschaftssystem unterordnen müssen.

## Handlung
Zu Beginn des Films fährt die junge Studentin Layla ihren Vater Suliman für dessen zweite Hochzeit in ihr Beduinendorf. Kurz bevor sie das neue Haus erreichen, tauschen sie die Plätze und ihr Vater fährt das Auto die letzten Meter. Während Sulimans Zweitfrau bereits auf dem Weg ist, versuchen Layla und ihre Mutter Jalila, Sulimans Erstfrau, das Bett für das zukünftige Ehepaar aufzubauen. Dabei reißt sich Jalila ihr Kleid auf. Da die Hochzeitsgesellschaft bereits eintrifft und die Zeit nicht mehr reicht, um ein neues Kleid aus dem alten Haus zu holen, gibt Layla ihr Kleid ihrer Mutter. Während die Braut abseits sitzt, tanzen die Frauen ausgelassen. Da klingelt Laylas Handy, das sie im Kleid, das nun ihre Mutter trägt, vergessen hat. Jalila nimmt das Gespräch an und erfährt so, dass ihre Tochter einen Freund an der Universität hat, der einem anderen Beduinenstamm angehört. Nach der Feier konfrontiert sie ihre Tochter und verbietet ihr, den Jungen wiederzusehen. Währenddessen folgt die älteste von Laylas jüngeren Schwestern Suliman zur Feier der Männer. Dort hört sie, wie ihr Vater die Hochzeit seiner ältesten Tochter mit einem der jungen Männer aus dem Dorf beschließt. Am nächsten Morgen brechen Suliman und seine Zweitfrau zur Hochzeitsreise auf. Jalila möchte ihre Tochter zu Hause behalten, um den Kontakt mit ihrem Freund zu unterbinden. Layla verlässt jedoch das Haus und fährt zur Universität, wo sie ihren Freund trifft. Dieser möchte mit ihr durchbrennen und verspricht sich Unterstützung dafür von seinem Onkel. Als Layla abends wieder zu Hause eintrifft, kommt es zur erneuten Konfrontation mit ihrer Mutter. Sie geht davon aus, dass ihr Vater für ihre Situation Verständnis haben wird, wenn sie ihm von ihrer Liebe erzählt, während Jalila weiß, dass ihr Ehemann darauf keine Rücksicht nehmen wird. Am Tag der Rückkehr von Sulinam von seiner Hochzeitsreise erscheint Laylas Freund im Haus der Familie. Es kommt zum Treffen der beiden Männer, bei dem sie sich unter anderem darüber austauschen, dass einige Häuser von Familienangehörigen des Jungen von den Israelis zerstört worden sind. Suliman erkennt die Beziehung jedoch nicht an und fühlt sich durch seine Tochter beschämt. Er teilt Layla den Beschluss mit, dass sie den Mann aus dem Dorf heiraten wird. Jedoch lehnt sich Jalila gegen diesen Beschluss auf, weil sie eine bessere Partie für ihre Tochter wünscht. Aufgrund dessen wird sie von Suliman verstoßen und muss in das Haus ihrer Eltern zurückkehren. Dabei wirft sie ihrer eigenen Mutter vor, sie nicht gegen ihren Mann zu unterstützen und bereits gegen sie voreingenommen zu sein. Da die Familie aufgrund des fehlenden Stroms keine Vorräte lagern kann, muss Layla Lebensmittel aus dem Haus holen, in dem ihr Vater nun mit der Zweitfrau lebt. Diese gibt Layla den Rat, einzulenken, da diese wohl kaum so enden wolle wie sie selbst. Layla versucht daraufhin wegzulaufen, bricht jedoch kurz bevor sie ihren Freund treffen würde in Tränen aus und kehrt um. Sie fährt zu ihrem Vater und bietet ihm an, die Hochzeit zu vollziehen, wenn er ihre Mutter wiederaufnehmen würde. Suliman lehnt zwar erst ab, weil er dies nicht tun könne. Als ihm Layla jedoch vorhält, dass er eine Wahl habe, fährt er mit ihr zu seiner Erstfrau. Der Film endet mit Laylas Hochzeit. Sie wartet im neuen Haus auf ihren Bräutigam. Als dieser eintrifft, kritisiert sie die Wandfarbe und er versucht ihr eine Lösung nach ihrem Geschmack anzubieten. Dabei sieht ihre Schwester durchs Fenster zu.

## Hintergrund
Die Produktionsgesellschaft hinter Sufat Chol war 2-Team Productions. Der Film hatte ein Budget von 660.000 Euro. Der letzte Teil der Finanzierung wurde auf dem Internationalen Filmfestival von Locarno im Jahr 2015 gesichert. Dort gewann Elite Zexer den  First Look Rotor Film Award mit ihrem Film. Seine Weltpremiere hatte Sufat Chol am 25. Januar 2016 auf dem Sundance Film Festival 2016. Dort gewann der Film in der Kategorie World Cinema Grand Jury Prize: Dramatic. Noch vor der Weltpremiere erwarb dort Beta Cinema die weltweiten Vertriebsrechte an dem Film. Bereits zuvor hatten Produktionsgesellschaft und Distributor bei einem anderen Film zusammengearbeitet. Seine Europapremiere hatte Sufat Chol am 12. Februar 2016 im Rahmen der Sektion Panorama der Internationalen Filmfestspiele Berlin 2016.
Es handelt sich um den ersten Spielfilm der Regisseurin Zexer, nachdem sie zuvor drei Kurzfilme gedreht hatte. Über die Arbeit an Sufat Chol sagte Zexer: „Sand Storm is 87 minutes, but for me, it’s years. Years of an amazing ride, of passions, of struggles, of ups, of downs, of pure joy, of forever waiting or of an impossible run. Years of creation. What I learned during the making of this film is that the most wonderful part of filmmaking is the making.“ Damit nahm sie auf die zehnjährige Arbeit am Film Bezug. Die ursprüngliche Inspiration stammte von Zexers Mutter, die als Still-Fotografin in den Beduinengebieten im Süden Israels gearbeitet hatte. Zexer erhielt intensiven Kontakt zu dieser Gesellschaft und war selbst bei einer solchen arrangierten Hochzeit anwesend, was den Ausschlag gab, diesen Film zu drehen.

## Kritiken
Für die taz rezensierte Andreas Fanizadeh Sufat Chol im Kontext anderer Festivalbeiträge aus dem Nahen Osten. Er lobt den Film als Highlight und führt aus: „Regisseurin Zexer verbindet eine sensible gesellschaftliche Betrachtung mit einer ruhigen, in sich sehr schlüssigen Spielfilmästhetik. So erlaubt ihr Film Widersprüche, wie sie nun einmal in fortschrittlichen wie rückständigen Konstellationen auftauchen, sofern man sie wahrnehmen will. Aber ohne diese zu markieren, macht Filmen und Reden darüber keinen Sinn.“ Für Fanizadeh löst Sufat Chol den Anspruch der Berlinale ein, durch einen Film Menschen und Geschichten jenseits der Stereotype entdecken zu können.
Das Portal femundo lobt den Film als berührendes Drama und schreibt: „Die israelische Regisseurin Elite Zexer inszeniert […] auf eine karge, spröde Art und spiegelt damit die harten Lebensbedingungen in der Wüste wider. Die Kamera streift über ausgedörrte Täler, staubige Straßen und unfertig wirkende Häuser, die wie Übergangslösungen erscheinen.“
Internationale Kritiken teilen die positive Beurteilung von Sufat Chol. Bilge Ebiri verglich den Film mit Mustang aus dem Vorjahr, der für die Türkei für den Oscar als bester fremdsprachiger Film nominiert worden war. Im Vergleich zu diesem Film beurteilte Ebiri Sufat Chol folgendermaßen: „The betrayal of Sand Storm feels more intimate and familial. It comes from Suliman’s weakness in the face of others’ scorn, and, more important, from the strong-willed Jalila’s inability to wield any real power against the forces that once broke her as well. Ultimately, this is a tale of a mother and daughter trapped in a cycle of yearning and despair. It’s a lovely, deeply affecting film.“ Für Variety sah Ella Taylor den Film. Sie kam zu dieser positiven Bewertung: „On the face of it, “Sand Storm” presents a familiar feminist tale of a teenaged girl trapped between her desire to control her destiny and the constraints of her traditional family. Yet this emotionally intelligent first feature offers a sympathetic but clear-eyed look at the tangled skein of inequalities that entrap women (and the men they love and resent) in a Bedouin village stranded between modernization and anachronistic patriarchy. Written and directed by a Jewish Israeli woman, Elite Zexer, and made with a Jewish-Arab crew, the film boasts alluring desert visuals, muscular acting and intricate psychology that should attract audiences for women’s movies, foreign art films and those who believe that melodrama still has a place in cinema.“ Zwar kritisiert Taylor die manchmal raue Arbeit mit der Handkamera und die zum Teil überspitzte Metaphorik, als ein Tunnel Laylas Kampf mit der Gesellschaft illustriert, das kann ihre positive Einschätzung aber nicht trüben.